# Roger de Pins

Roger de Pins
Kupferstich um 1725

Großmeisterwappen von Roger de Pins

Roger de Pins auch Rogerius Pinaeus, Rogerus de Pinibus, († 28. Mai 1365) aus der Zunge der Provence war von 1355 bis zu seinem Tod im Jahre 1365 der 29. Großmeister des Johanniterordens auf Rhodos.
Er führte bald nach seiner Wahl Reformen der Statuten ein, um die Ritter an jene Regeln der Nächstenliebe und Dienst an den Armen und Kranken zu mahnen, welche seit jeher grundlegend für den Orden waren.
Während seiner Amtszeit führte er nur ein Generalkapitel durch, in dem aber viele wichtige und nützliche Initiativen für eine gute Regierung des Ordens festgelegt wurden, darunter auch die Einführung einer Institution der (Schatz-)Empfänger, die damit beauftragt waren, Einnahmen in den verschiedenen Prioraten entgegenzunehmen und sie dem Gemeinsamen Schatzamt zu überweisen.
Er war ein sehr mitfühlender und wohltätiger Mann und es ist überliefert, dass er während der Pest auf Rhodos sowie einer großen Hungersnot in Griechenland nur behielt, was er zum Leben brauchte und den ganzen Rest unter den Armen und Kranken verteilte, und sich inbrünstig und klug dafür einsetzte, Getreide und andere Lebensmittel zu kaufen, um der betroffenen Bevölkerung zu helfen. Er bekam daher im Volk den Titel „Almosengeber“.